# メルキオール・ブルーデルラム
メルキオール・ブルーデルラム （Melchior Broederlam （1350年頃 - 1409年以降））は初期フランドル派の画家。イーペル出身と言われ、1381年から1409年にかけてブルゴーニュ公フィリップ2世らに仕えていた記録が残されている。ほぼ確実にブルーデルラムの作品であろうと考えられているのは板に描かれた祭壇画のわずか一作品だけで、西洋絵画史上その他のブルーデルラムの作品は確認されていない。

## 生涯
ブルーデルラムはキャリア初期に長期間イタリアに滞在している。イタリアで空間の表現手法と、トレチェント期の影響を受けた立体表現とを身に着けた。1381年からフランドル伯ルイ2世とブラバント公爵家の宮廷画家となり、ルイ2世が死去した1384年からはルイ2世の娘婿で後継者のブルゴーニュ公フィリップ2世に仕えた。ブルーデルラムはイーペルを拠点に活動していたが、北部フランスのエダンにあった、現在は残っていないフィリップ2世の城の装飾に大きな役割を果たした。
ヤン・ファン・エイクのような他の宮廷画家と同様に、1387年にまずフィリップ2世の近侍 (en:valet de chambre) の地位を与えられ、1391年には宮廷画家に昇進した。フィリップ2世の長男で後継者のブルゴーニュ公ジャン1世にも引き続き仕えたが、1409年を最後にブルゴーニュ公家の記録からは姿を消しておりその後の消息は伝わっていない。

## ディジョンの祭壇画

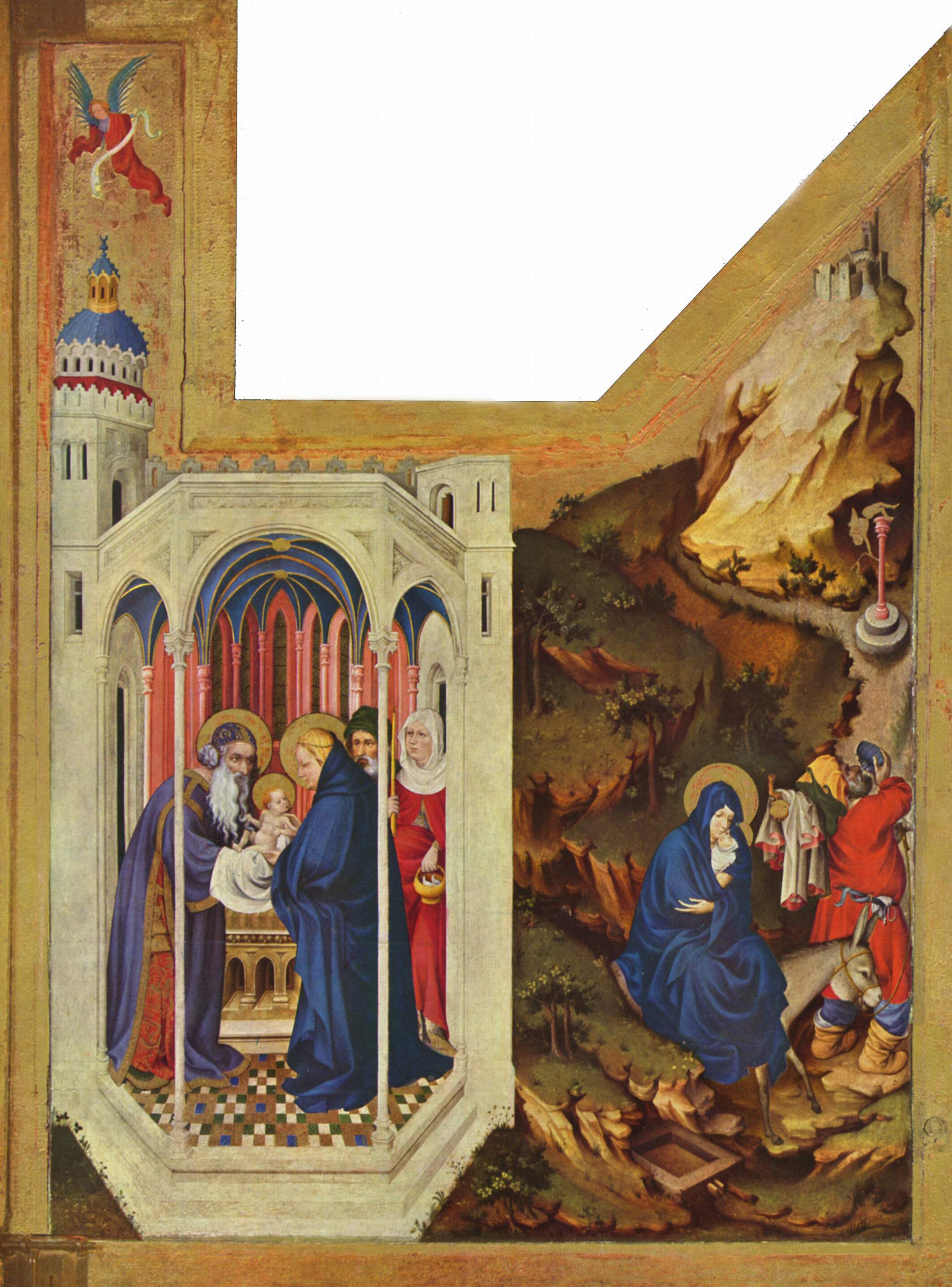
シャンモル修道院祭壇画の右パネル「神殿奉献」と「エジプトへの逃避」, フレームを含んだサイズは167cm x 125cm

ブルーデルラムが手がけた、現在残っているおそらく最後の作品が外側に二枚の翼（パネル）を持つ、板に描かれた祭壇画である。フィリップ2世がディジョンのシャンモル修道院のために作らせたもので、両翼の内側に彫刻家ジャック・ドゥ・ベアズによる詳細な解説が彫刻されており、外側には金箔が貼られてブルーデルラムの手による絵画が描かれている。現在はディジョン美術館の所蔵となっており、フィリップ2世によって同時期に発注された別の祭壇画とともに展示されている。こちらの祭壇画にもブルーデルラムによる装飾と絵画があったと考えられており、外側に彫刻された人物像にブルーデルラムが彩色をしたとされているが現存していない。当時のギルドの規則では彫刻家と画家はそれぞれ別のギルドに所属する職人が担当することになっていた。

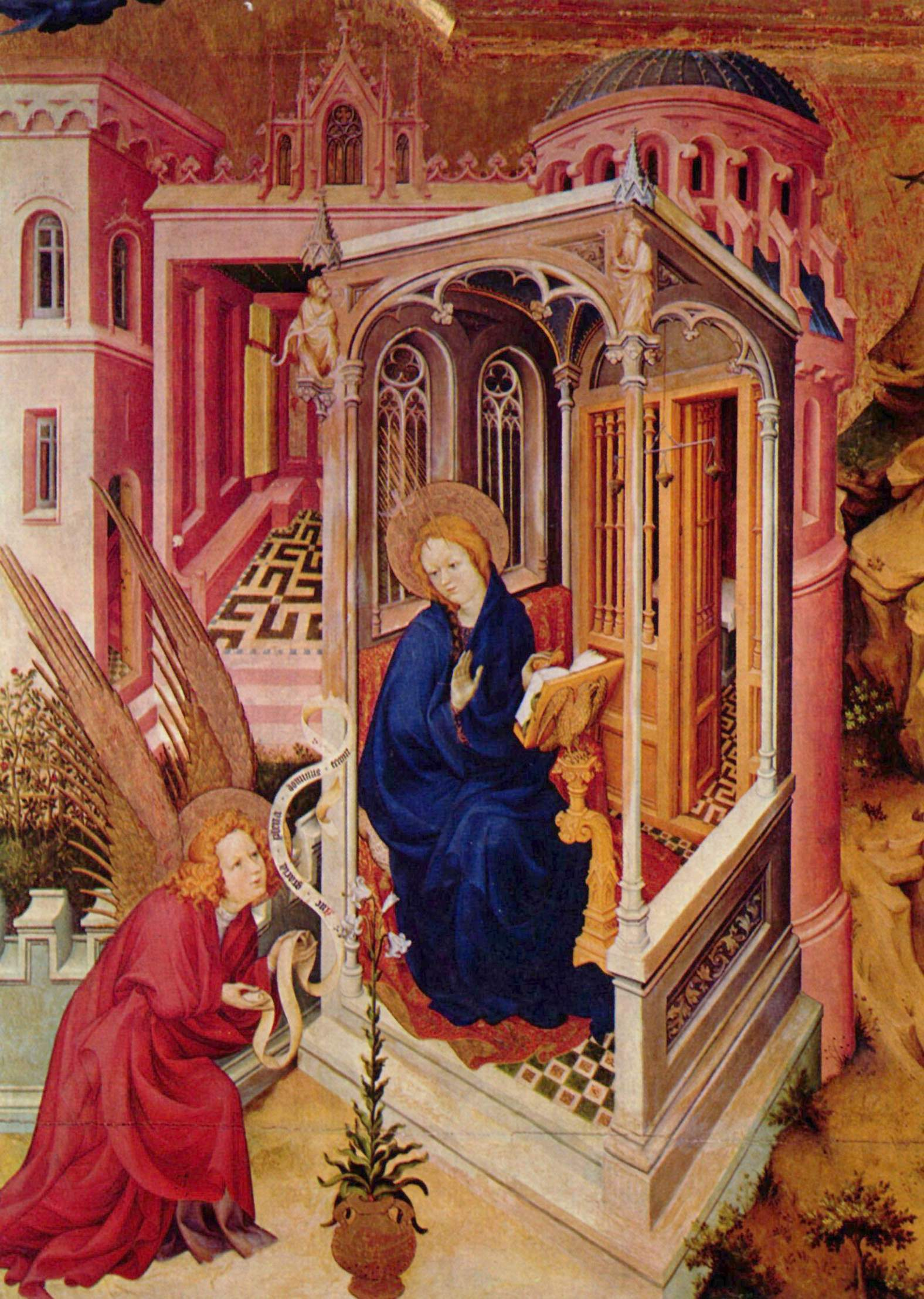
左パネル「受胎告知」に描かれているあずま屋

ブルーデルラムの油彩の表現手法は、ロベルト・カンピン、ヤン・ファン・エイクら次世代の初期フランドル派の画家たちに大きな衝撃を与えた。2枚のパネルはそれぞれ旧約・新約聖書のエピソードに関係する二つの場面で構成されている。左側のパネルには受胎告知」と「聖母のエリザベト訪問」が、右のパネルには「神殿奉献」と「エジプトへの逃避」が描かれている。どちらのパネルも一つは背景に広大な風景が描写された構成に、もう一つはあずま屋風の小さな建物を覗き込んでいるような構成となっており、これはイタリアの絵画に影響をうけたものである。この祭壇画で使用されている遠近法は完成されたものとは程遠いが、高度な手法で表現された光と陰はこの絵画に奥行き感を与えることに成功している。写実的に描かれた聖ヨセフの表現は初期フランドル派の特徴といえるものになっていった。空は金色に塗られているが、左のパネル「聖母のエリザベト訪問」の上空には一羽の飛翔する鷹が描かれており、色とは関係なく本当の空を表現していることを意図している。同じく左のパネル「受胎告知」のあずま屋は「ロマネスク様式とゴシック様式を混合して描かれ、これはおそらく旧約聖書と新約聖書とを対照的に表現するための絵画的寓意表現で、後にファン･エイクやその後継者たちによって使用される手法となった。この祭壇画は当時の国際ゴシックの様式が非常に多く表現されているだけではなく、「新しい自然主義と、ブルーデルラムの後に続いた初期フランドル派の画家たちがさらに発展させた寓意表現の到来を告げるものだった」といわれている。

## 他の作品
ディジョンの祭壇画以外にもブルーデルラムかその工房の作品ではないかといわれているものはあるが、研究者たちの見解の一致を見ていない。特に、もともとシャンモル修道院にあり、現在はアントワープとボルチモアに所蔵されている2枚の祭壇画は、幾度もブルーデルラムの作品であるとされてきた。しかしこの祭壇画の六つの場面を描いた絵画は、その人物描写や様式からみてブルーデルラムではなく、マース川やライン川流域で発展したロマネスク様式 (en:Mosan art) の作品であると考えられる。